# 강심장
《강심장》은 2009년 10월 6일부터 2013년 2월 12일까지 SBS TV의 예능 프로그램이다. 매회 20여명의 게스트가 출연하여 토크 대결을 벌이는 집단 토크쇼이다. 모든 출연자가 주어진 한가지 주제를 놓고 토크 대결을 벌이는 방식이었으나, 종영 직전까지는 일대일로 각각의 주제를 놓고 대결을 함으로써 쇼를 진행하는 형식으로 바뀌었다. 토너먼트 식으로 방청객들의 더 많은 지지를 얻은 출연자가 토크 승자로 결정되며, 최종 우승자가 그 회의 ‘강심장’이 된다.
프로그램 중간에 토크 중 쉬어가기 위한 장치로, 장기자랑이나 콩트 등을 선보이는 특별 코너가 마련되기도 했다. 강호동과 이승기 두 MC가 진행을 맡아오다가 2011년 9월 27일 방송을 마지막으로 MC 강호동이 탈세 논란에서 비롯된 연예계 잠정 은퇴 선언으로 인해 프로그램에서 하차하였고, 2011년 10월 4일부터는 이승기가 단독으로 진행하다가 2012년 4월 3일 MC 이승기가 연기활동에 전념하기 위해 YG특집을 마지막으로 하차하였다. 2012년 4월 10일부터 2013년 2월 12일까지 MC 이동욱과 MC 신동엽이 합류하여 MC와 로고, 트로피, 패널 등을 바꿔 새롭게 개편하였다.
2013년 2월 12일 방송을 끝으로 막을 내렸다.
한편, 전혀 다른 형식의 토크 버라이어티 프로그램을 선보이겠다고 자신감을 내비쳤지만 과거 KBS 2TV 《서세원쇼》'토크박스' MBC 《세상을 바꾸는 퀴즈》KBS 2TV 《스타 골든벨》《미녀들의 수다》 같은 채널 《야심만만》 등을 뒤섞은 재탕이란 혹평을 받았다.

## 방송 시간
| 방송 채널 | 방송 기간                           | 방송 시간                            | 방송 분량 |
| --------- | ----------------------------------- | ------------------------------------ | --------- |
| SBS TV    | 2009년 10월 6일                     | 매주 화요일 밤 11시 5분 ~ 12시 35분  | 90분      |
| SBS TV    | 2009년 10월 27일                    | 매주 화요일 밤 11시 5분 ~ 12시 35분  | 90분      |
| SBS TV    | 2010년 6월 8일 ~ 2010년 7월 6일     | 매주 화요일 밤 11시 5분 ~ 12시 35분  | 90분      |
| SBS TV    | 2010년 7월 27일                     | 매주 화요일 밤 11시 5분 ~ 12시 35분  | 90분      |
| SBS TV    | 2010년 8월 17일 ~ 2010년 8월 24일   | 매주 화요일 밤 11시 5분 ~ 12시 35분  | 90분      |
| SBS TV    | 2011년 2월 15일 ~ 2011년 2월 22일   | 매주 화요일 밤 11시 5분 ~ 12시 35분  | 90분      |
| SBS TV    | 2012년 7월 24일                     | 매주 화요일 밤 11시 5분 ~ 12시 35분  | 90분      |
| SBS TV    | 2009년 10월 13일                    | 매주 화요일 밤 11시 5분 ~ 12시 25분  | 80분      |
| SBS TV    | 2010년 1월 19일                     | 매주 화요일 밤 11시 5분 ~ 12시 25분  | 80분      |
| SBS TV    | 2010년 3월 2일 ~ 2010년 3월 9일     | 매주 화요일 밤 11시 5분 ~ 12시 25분  | 80분      |
| SBS TV    | 2010년 3월 23일 ~ 2010년 4월 6일    | 매주 화요일 밤 11시 5분 ~ 12시 25분  | 80분      |
| SBS TV    | 2010년 5월 11일 ~ 2010년 6월 1일    | 매주 화요일 밤 11시 5분 ~ 12시 25분  | 80분      |
| SBS TV    | 2010년 7월 13일 ~ 2010년 7월 20일   | 매주 화요일 밤 11시 5분 ~ 12시 25분  | 80분      |
| SBS TV    | 2010년 8월 3일                      | 매주 화요일 밤 11시 5분 ~ 12시 25분  | 80분      |
| SBS TV    | 2010년 8월 31일 ~ 2010년 9월 7일    | 매주 화요일 밤 11시 5분 ~ 12시 25분  | 80분      |
| SBS TV    | 2009년 10월 20일                    | 매주 화요일 밤 11시 5분 ~ 12시 15분  | 70분      |
| SBS TV    | 2009년 11월 3일 ~ 2009년 12월 15일  | 매주 화요일 밤 11시 5분 ~ 12시 20분  | 75분      |
| SBS TV    | 2010년 1월 12일                     | 매주 화요일 밤 11시 5분 ~ 12시 20분  | 75분      |
| SBS TV    | 2010년 1월 26일                     | 매주 화요일 밤 11시 5분 ~ 12시 20분  | 75분      |
| SBS TV    | 2010년 2월 9일                      | 매주 화요일 밤 11시 5분 ~ 12시 20분  | 75분      |
| SBS TV    | 2009년 12월 22일                    | 매주 화요일 밤 11시 5분 ~ 12시 35분  | 90분      |
| SBS TV    | 2010년 1월 5일                      | 매주 화요일 밤 11시 15분 ~ 12시 30분 | 75분      |
| SBS TV    | 2010년 2월 2일                      | 매주 화요일 밤 11시 5분 ~ 12시 30분  | 85분      |
| SBS TV    | 2010년 2월 16일                     | 매주 화요일 밤 11시 5분 ~ 12시 45분  | 100분     |
| SBS TV    | 2010년 5월 4일                      | 매주 화요일 밤 11시 5분 ~ 12시 45분  | 100분     |
| SBS TV    | 2010년 3월 16일                     | 매주 화요일 밤 11시 5분 ~ 12시 40분  | 95분      |
| SBS TV    | 2011년 6월 7일 ~ 2011년 6월 28일    | 매주 화요일 밤 11시 5분 ~ 12시 40분  | 95분      |
| SBS TV    | 2010년 4월 13일                     | 매주 화요일 밤 11시 25분 ~ 12시 45분 | 80분      |
| SBS TV    | 2010년 4월 20일                     | 매주 화요일 밤 11시 25분 ~ 12시 35분 | 70분      |
| SBS TV    | 2010년 8월 10일                     | 매주 화요일 밤 11시 10분 ~ 12시 30분 | 80분      |
| SBS TV    | 2010년 9월 14일                     | 매주 화요일 밤 11시 10분 ~ 12시 30분 | 80분      |
| SBS TV    | 2010년 9월 28일                     | 매주 화요일 밤 11시 10분 ~ 12시 30분 | 80분      |
| SBS TV    | 2010년 9월 21일                     | 매주 화요일 밤 10시 55분 ~ 12시 35분 | 100분     |
| SBS TV    | 2010년 10월 5일 ~ 2010년 11월 30일  | 매주 화요일 밤 11시 15분 ~ 12시 35분 | 80분      |
| SBS TV    | 2010년 12월 14일 ~ 2010년 12월 21일 | 매주 화요일 밤 11시 15분 ~ 12시 35분 | 80분      |
| SBS TV    | 2011년 1월 4일 ~ 2011년 1월 25일    | 매주 화요일 밤 11시 15분 ~ 12시 35분 | 80분      |
| SBS TV    | 2011년 2월 8일                      | 매주 화요일 밤 11시 15분 ~ 12시 35분 | 80분      |
| SBS TV    | 2011년 2월 22일                     | 매주 화요일 밤 11시 15분 ~ 12시 35분 | 80분      |
| SBS TV    | 2012년 11월 6일 ~ 2013년 1월 8일    | 매주 화요일 밤 11시 15분 ~ 12시 35분 | 80분      |
| SBS TV    | 2013년 1월 29일 ~ 2013년 2월 12일   | 매주 화요일 밤 11시 15분 ~ 12시 35분 | 80분      |
| SBS TV    | 2010년 12월 7일                     | 매주 화요일 밤 11시 15분 ~ 12시 45분 | 90분      |
| SBS TV    | 2011년 3월 1일 ~ 2011년 4월 5일     | 매주 화요일 밤 11시 15분 ~ 12시 45분 | 90분      |
| SBS TV    | 2012년 7월 3일 ~ 2012년 7월 17일    | 매주 화요일 밤 11시 15분 ~ 12시 45분 | 90분      |
| SBS TV    | 2012년 8월 14일 ~ 2012년 10월 9일   | 매주 화요일 밤 11시 15분 ~ 12시 45분 | 90분      |
| SBS TV    | 2012년 10월 30일 ~ 2012년 11월 6일  | 매주 화요일 밤 11시 15분 ~ 12시 45분 | 90분      |
| SBS TV    | 2010년 12월 28일                    | 매주 화요일 밤 11시 15분 ~ 12시 50분 | 95분      |
| SBS TV    | 2011년 4월 12일 ~ 2011년 5월 31일   | 매주 화요일 밤 11시 15분 ~ 12시 50분 | 95분      |
| SBS TV    | 2011년 7월 5일 ~ 2011년 9월 6일     | 매주 화요일 밤 11시 15분 ~ 12시 50분 | 95분      |
| SBS TV    | 2011년 9월 20일 ~ 2011년 9월 27일   | 매주 화요일 밤 11시 15분 ~ 12시 50분 | 95분      |
| SBS TV    | 2012년 3월 6일 ~ 2012년 6월 26일    | 매주 화요일 밤 11시 15분 ~ 12시 50분 | 95분      |
| SBS TV    | 2012년 8월 21일 ~ 2012년 10월 9일   | 매주 화요일 밤 11시 15분 ~ 12시 50분 | 95분      |
| SBS TV    | 2012년 10월 23일                    | 매주 화요일 밤 11시 15분 ~ 12시 50분 | 95분      |
| SBS TV    | 2011년 2월 1일                      | 매주 화요일 밤 11시 15분 ~ 12시 55분 | 100분     |
| SBS TV    | 2011년 9월 13일                     | 매주 화요일 밤 11시 15분 ~ 새벽 1시  | 105분     |
| SBS TV    | 2011년 10월 4일 ~ 2012년 2월 28일   | 매주 화요일 밤 11시 15분 ~ 12시 40분 | 85분      |
| SBS TV    | 2012년 10월 16일                    | 매주 화요일 밤 11시 25분 ~ 12시 50분 | 85분      |
| SBS TV    | 2013년 1월 22일                     | 매주 화요일 밤 11시 20분 ~ 12시 40분 | 80분      |
| SBS TV    | 2013년 1월 15일                     | 매주 화요일 밤 11시 20분 ~ 12시 35분 | 75분      |

## 역대 MC
- 1대 강호동, 이승기 (2009년 10월 6일 ~ 2011년 9월 27일)
- 2대 이승기 (2011년 10월 4일 ~ 2012년 4월 3일)
- 3대 신동엽, 이동욱 (2012년 4월 10일 ~ 2013년 2월 12일)

## 프로그램 속 코너
- 1 VS 1 언빌리버블

1 VS 1 언빌리버블은 1 대 1로 벌이는 초강력 토크배틀이다. 1 대 1로 토크를 해 방청객의 많은 지지를 받으면 1 대 1 언빌리버블에서 승리하고 많은 지지를 얻지 못하면 패배한다.
- 붐아카데미와 붐기가요

붐기가요는 붐을 리더로, 이특, 은혁으로 구성된 붐아카데미가 진행하는 코너다. 토크 중간 쉬어가는 코너로, 출연진들의 과거 사진이나 굴욕사진 공개, 콩트 등으로 시청자들의 웃음을 자아낸다. 붐이 군입대를 이유로 프로그램에서 하차하면서, 2009년 11월 10일 방송분을 마지막으로 붐기가요와 붐아카데미는 폐지되었다. 그러다가 2011년 9월 6일 방송분부터 붐이 군제대로 복귀하면서 붐아카데미와 특아카데미가 합쳐진 붐특아카데미로 탈바꿈되었다.
- 특아카데미와 특기가요

붐의 빈자리를 신동이 채우며, 이특, 은혁, 신동이 새롭게 특아카데미를 만들었다. 이들은 이특을 필두로, 특기가요 코너를 진행한다. 특아카데미 멤버 은혁은 해외 활동으로 인해 2011년 3월 29일 방송분을 마지막으로 코너에서 하차했고, 2011년 4월 12일 특기가요 코너도 폐지되었다. 2011년 6월 28일 방송분으로 은혁이 해외 일정을 마치고 강심장 특아카데미에 다시 투입되었다. 2011년 9월 6일 방송분부터 붐이 군제대로 복귀 하면서 특아카데미는 붐아카데미와 합쳐진 붐특아카데미로 바뀌게 되었다.
- 붐특아카데미 붐특기가요

붐이 군제대로 다시 돌아 오면서 특아카데미에 속해 있던 이특, 은혁, 신동이 붐아카데미와 연합해 만든 아카데미다.
- 특기 미술관

미술 작품을 패러디하며 시청자들에게 웃음을 주는 코너로, 이특이 진행하고 신동, 정주리, 문희준과 함께 진행한다.
- 접속 특기 월드

영화 작품을 패러디하며 시청자들에게 웃음을 주는 코너로, 이특이 진행하고 신동, 정주리와 함께 진행한다.

## 방영 목록

### 2009년
| 회차 | 방영일           | 주제                                        | 강심장      |
| 출연자 |                  |                                             |             |
| 1 | 2009년 10월 6일  | 대박이거나, 쪽박이거나                      | 1대: 오영실 |
| 빅뱅 (지드래곤, 승리), 윤아, 백지영, 장윤정, MC몽, 에픽하이 (타블로, 미쓰라 진, 투컷츠), 한성주, 김태우, 김영호, 낸시 랭, 문정희, 솔비, 현영, 주비 트레인, 안영미, 오영실, 유세윤, 한민관, 김효진, 브라이언, 붐          |                  |                                             |             |
| 2 | 2009년 10월 13일 | 숨기거나, 밝히거나                          | 2대: 이의정 |
| 2NE1 (박봄, 공민지, 씨엘, 산다라박), 카라 (구하라, 니콜), 낸시 랭, 문세윤, 솔비, 유채영, 이의정, 인순이, 주비 트레인, 타블로, 현영, 홍석천, 김효진, 브라이언, 붐 아카데미 (붐, 이특, 은혁)                               |                  |                                             |             |
| 3 | 2009년 10월 20일 | 주연이거나, 조연이거나                      | 3대: 임창정 |
| 김가연, 김한석, 브라운 아이드 걸스 (가인, 나르샤), 박예진, 서유정, 서인영, 수영, 오영실, 이수영, 임창정, 장나라, 조권, 주비 트레인, 김효진, 브라이언, 붐 아카데미 (붐, 이특, 은혁)                                       |                  |                                             |             |
| 4 | 2009년 10월 27일 | 제 4대 강심장 국가대표 선발전               |             |
| 소녀시대 (티파니, 윤아), 김태훈, 문천식, 박현빈, 환희, 양정아, 임성민, 카라 (박규리, 한승연), 홍석천, 홍진영, 김영철, 김효진, 정주리, 브라이언, 붐 아카데미 (붐, 이특, 은혁)                                             |                  |                                             |             |
| 5 | 2009년 11월 3일  | 튀거나 묻히거나                             | 4대: 홍석천 |
| 4회와 동일 |                  |                                             |             |
| 6 | 2009년 11월 10일 | 인연이거나 악연이거나                       | 5대: 서인국 |
| 김나영, 낸시 랭, 박둘선, 박상욱, 서인국, 손담비, 소녀시대 (써니, 유리), 임형준, 조동혁, 주비 트레인, 테이, 김태우, 김영철, 김효진, 정주리, 브라이언, 붐 아카데미 (붐, 이특, 은혁)                                        |                  |                                             |             |
| 7 | 2009년 11월 17일 | 제 6대 강심장 국가대표 선발전               |             |
| MC몽, 강지섭, 김지우, 낸시 랭, 문천식, 백보람, 솔비, 은지원, 이유진, 제시카, 주비 트레인, 김영철, 김효진, 정주리, 브라이언, 데니안, 슈퍼 주니어 (이특, 은혁, 신동)                                                       |                  |                                             |             |
| 8 | 2009년 11월 24일 | 천국이거나 지옥이거나                       | 6대: 이특   |
| 7회와 동일 |                  |                                             |             |
| 9 | 2009년 12월 1일  | 잘나거나 뒤로 밀리거나                      | 7대: 조혜련 |
| SS501 (김규종, 허영생) 김태훈, 낸시 랭, 솔비, 클래지콰이 (알렉스, 호란), 조혜련, 주비 트레인, 채영인, 한혜원, 황보, 앤디, 홍경민, 김영철, 김효진, 정주리, 데니안, 슈퍼 주니어 (이특, 은혁, 신동)                         |                  |                                             |             |
| 10 | 2009년 12월 8일  | 토크의 대부 스페셜                          |             |
| 지상렬, 김산호, 컬투 (정찬우, 김태균), SS501 (김현중, 김형준, 박정민), 낸시 랭, 솔비, 슈, 양미라, 양은지, 이천희, 진보라, 김영철, 김효진, 정주리, 브라이언, 데니안, 슈퍼 주니어 (이특, 은혁, 신동)                       |                  |                                             |             |
| 11 | 2009년 12월 15일 | 꿈이거나 현실이거나/ 크리스마스 특집 강심장 | 8대: 정찬우 |
| 10회와 동일 크리스마스 스페셜 - 싸이, 김장훈, 낸시 랭, 별, 소녀시대 (태연, 효연, 서현), 신봉선, 여욱환, 원기준, 은지원, 이유진, 이은결, 허이재, 김영철, 김효진, 정주리, 브라이언, 데니안, 슈퍼 주니어 (이특, 은혁, 신동) |                  |                                             |             |
| 12 | 2009년 12월 22일 | 달콤하거나 씁슬하거나                       | 9대: 김장훈 |
| 11회와 동일 |                  |                                             |             |

### 2010년
| 13 | 2010년 1월 5일   | 신년특집 강심장                       |              |
| 빅뱅 (태양, 대성), 카라 (박규리, 구하라), 바다, 이세은, 채민서, 최필립, 고영욱, 천명훈, 장영란, 김영철, 김효진, 정주리, 브라이언, 슈퍼 주니어 (이특, 은혁, 신동)                                     |                  |                                       |              |
| 14 | 2010년 1월 12일  | 행운이거나 불행이거나                 | 10대: 바다   |
| 13회와 동일 |                  |                                       |              |
| 15 | 2010년 1월 19일  | 10년차 아이돌 스페셜                  |              |
| 임창정, 박소현, 베이비 복스 (심은진, 간미연), 코요테 (김종민, 신지), NRG (노유민, 천명훈), 김준희, 티아라 (은정, 효민), 김영철, 김효진, 정주리, 브라이언, 데니안, 슈퍼 주니어 (이특, 은혁, 신동)     |                  |                                       |              |
| 16 | 2010년 1월 26일  | 위기이거나 기회이거나                 | 11대: 빽가   |
| 15회와 동일 |                  |                                       |              |
| 17 | 2010년 2월 2일   | 예능의 대세 스페셜                    |              |
| 애프터스쿨 (유이, 가희), 브라운 아이드 걸스 (나르샤, 제아), 정가은, 정용화, 이준, 휘성, 김기욱, 김정민, 김영철, 김효진, 정주리, 브라이언, 데니안, 슈퍼 주니어 (이특, 은혁, 신동)                     |                  |                                       |              |
| 18 | 2010년 2월 9일   | 잡거나 놓치거나/ 미녀와 짐승 스페셜   | 12대: 김기욱 |
| 17회와 동일 소녀시대 (티파니, 윤아, 서현, 수영), 2PM (택연, 준호), 이수근, 황인영, 전혜빈, 홍수아, 김혜영, 안홍진, 황찬빈, 김영철, 김효진, 정주리, 브라이언, 데니안, 슈퍼 주니어 (이특, 은혁, 신동)  |                  |                                       |              |
| 19 | 2010년 2월 16일  | 피하거나 부딪치거나                   | 13대: 준호   |
| 18회와 동일 |                  |                                       |              |
| 20 | 2010년 3월 2일   | 여인 천하 스페셜                      |              |
| 이경실, 이영자, 변우민, 오정해, 홍지민, 김진수, 김창렬, 김숙, 안선영, 고영욱, 한선화, 효민, 김영철, 김효진, 정주리, 브라이언, 슈퍼 주니어 (이특, 성민, 신동)                                         |                  |                                       |              |
| 21 | 2010년 3월 9일   | 넘치거나 모자라거나                   | 14대: 오정해 |
| 20회와 동일 |                  |                                       |              |
| 22 | 2010년 3월 16일  | 환상의 짝궁 스페셜                    |              |
| 고주원, 서지석, 이영은, 송중기, 신지수, 구준엽, 박미경, 안선영, 김나영, 김재경, 김영철, 김효진, 정주리, 브라이언, 데니안, 슈퍼 주니어 (이특, 은혁, 신동)                                             |                  |                                       |              |
| 23 | 2010년 3월 23일  | 지키거나 버리거나/ 남자의 향기 스페셜 | 15대: 김나영 |
| 22회와 동일 김종국, 이종수, 유태웅, 상추, 이홍기, 케이윌, 위양호, 소녀시대 (제시카, 써니), 카라 (구하라, 니콜), 이소정, 이현지, 김영철, 김효진, 정주리, 브라이언, 슈퍼 주니어 (이특, 은혁, 신동)     |                  |                                       |              |
| 24 | 2010년 4월 6일   | 상이거나 벌이거나                     | 16대: 김종국 |
| 23회와 동일 |                  |                                       |              |
| 25 | 2010년 4월 13일  | 지붕 뚫고 하춘화 스페셜               |              |
| 황정음, 유인나, 이광수, 하춘화, 안재모, 고은미, 류태준, 정동하, 홍록기, 온유, 동호, 김혜영, 김영철, 김효진, 정주리, 브라이언, 슈퍼 주니어 (이특, 신동, 은혁)                                         |                  |                                       |              |
| 26 | 2010년 4월 20일  | 달리거나 멈추거나                     | 17대: 하춘화 |
| 25회와 동일 |                  |                                       |              |
| 27 | 2010년 5월 4일   | 역대 최강 게스트 100분 특집           |              |
| 비, 이태곤, 김희철, 정찬우, 정가은, 이채영, 에픽하이 (타블로, 미쓰라 진), 티아라 (효민, 지연), 박기웅, 애프터스쿨 (가희, 나나), 황현희, 지오, 김영철, 김효진, 정주리, 슈퍼 주니어 (이특, 신동, 은혁) |                  |                                       |              |
| 28 | 2010년 5월 11일  | 꿋꿋하거나 흔들리거나                 | 18대: 비     |
| 27회와 동일 |                  |                                       |              |
| 29 | 2010년 5월 18일  | 토크의 신 스페셜                      |              |
| 지석진, 천명훈, 코요테 (김종민, 신지), 박수진, 박현빈, 소녀시대 (유리, 효연), 김태현, 김용준, 카라 (강지영, 한승연), 배슬기, 변기수, 최아진, 홍록기, 김영철, 김효진, 정주리                          |                  |                                       |              |
| 30 | 2010년 5월 25일  | 감추거나 드러내거나                   | 19대: 배슬기 |
| 29회와 동일 |                  |                                       |              |
| 31 | 2010년 6월 1일   | 2010 남아공 월드컵 스페셜             |              |
| 조여정, 박준규, 유상철, 2PM (닉쿤, 준수), 유민, 김지영, 김성경, 한정수, 정시아, 윤지민, 홍석천, 김영철, 김효진, 정주리, 홍경민, 슈퍼 주니어 (이특, 신동, 은혁)                                       |                  |                                       |              |
| 32 | 2010년 6월 8일   | 2010 남아공 월드컵 스페셜             | 20대: 유상철 |
| 31회와 동일 |                  |                                       |              |
| 33 | 2010년 7월 6일   | 여름 특집 썸머 스페셜                 |              |
| 탁재훈, 슈퍼 주니어 (시원, 동해, 규현), 윤세아, 김세아, Simon D, 오지은, 장동민, 유상무, 조정린, 김영철, 김효진, 정주리, 홍경민, 슈퍼 주니어 (이특, 신동, 은혁)                                      |                  |                                       |              |
| 34 | 2010년 7월 13일  | 쿨하거나 꽁하거나                     | 21대: 신동   |
| 33회와 동일 |                  |                                       |              |
| 35 | 2010년 7월 20일  | 납량특집 강심장                       |              |
| 윤시윤, 빅뱅 (태양, 승리), 송은이, 지연, 남보라, 황보, 김진, 채연, 간미연, 미르, 하주희, 김영철, 김효진, 정주리, 홍경민, 슈퍼 주니어 (이특, 신동, 은혁)                                              |                  |                                       |              |
| 36 | 2010년 7월 27일  | 승리하거나 패배하거나                 | 22대: 승리   |
| 35회와 동일 |                  |                                       |              |
| 37 | 2010년 8월 3일   | 내 여자친구는 구미호 스페셜           |              |
| 신민아, 임슬옹, 은지원, 안혜경, 박수진, 노민우, 효민, 나르샤, 오세정, 양세형, 황현희, 김호창, 김영철, 김효진, 정주리, 홍경민, 슈퍼 주니어 (이특, 신동, 은혁)                                         |                  |                                       |              |
| 38 | 2010년 8월 10일  | 여우거나 곰이거나                     | 23대: 노민우 |
| 37회와 동일 |                  |                                       |              |
| 39 | 2010년 8월 17일  | 여름방학 특집 강심장                  |              |
| 신정환, 고영욱, 노사연, 손담비, 가희, 박정아, 정용화, 2PM (준호, 찬성), 정진운, 포미닛 (김현아, 허가윤), 황보라, 김영철, 김효진, 정주리, 홍경민, 슈퍼 주니어 (이특, 신동, 은혁)                      |                  |                                       |              |
| 40 | 2010년 8월 24일  | 추억하거나 후회하거나                 | 24대: 박정아 |
| 39회와 동일 |                  |                                       |              |
| 41 | 2010년 8월 31일  | HOT스타 스페셜                        |              |
| 세븐, 이태임, 유영석, 샤이니 (민호, Key), 옴므 (창민, 이현), 한채아, 최원영, 정소라, 최은경, 로티플 스카이, 김영철, 김효진, 정주리, 홍경민, 슈퍼 주니어 (이특, 신동, 은혁)                           |                  |                                       |              |
| 42 | 2010년 9월 7일   | 은인이거나 원수이거나                 | 25대: 세븐   |
| 41회와 동일 |                  |                                       |              |
| 43 | 2010년 9월 14일  | 한가위 스페셜                         |              |
| 류시원, 박광현, 조성모, 윤하, 윤두준, 리지, 이희진, 윤해영, 이현경, 조정린, 김영철, 김효진, 정주리, 홍경민, 슈퍼 주니어 (이특, 신동, 은혁)                                                           |                  |                                       |              |
| 44 | 2010년 9월 21일  | 부드럽거나 거칠거나                   | 26대: 류시원 |
| 43회와 동일 |                  |                                       |              |
| 45 | 2010년 9월 28일  | 1주년 특집 강심장                     |              |
| 조형기, 최화정, 최홍만, 이유진, miss A (민, 지아), 차예련, 정겨운, 김소연, 김태훈, 조빈, 김영철, 김효진, 정주리, 홍경민, 슈퍼 주니어 (이특, 신동, 은혁)                                              |                  |                                       |              |
| 46 | 2010년 10월 5일  | 채우거나 비우거나                     | 27대: 최홍만 |
| 45회와 동일 |                  |                                       |              |
| 47 | 2010년 10월 12일 | 가을남자 가을여자 스페셜              |              |
| 조혜련, 정찬, 이연두, 박재정, 서인영, 은정, 오종혁, 심은진, 김흥수, 데니안, 이해인, 홍석천, 김영철, 김효진, 정주리, 홍경민, 슈퍼 주니어 (신동)                                                       |                  |                                       |              |
| 48 | 2010년 10월 19일 | 꼬이거나 풀리거나                     | 28대: 오종혁 |
| 47회와 동일 |                  |                                       |              |
| 49 | 2010년 10월 26일 | 예능 블루칩 스페셜                    |              |
| 싸이, 2NE1 (산다라박, 박봄), 2PM (닉쿤, 우영), 윤손하, 가인, 황광희, 윤승아, 장미인애, 김경록, 김영철, 김효진, 정주리, 홍경민, 슈퍼 주니어 (이특, 은혁, 신동)                                        |                  |                                       |              |
| 50 | 2010년 11월 2일  | 만나거나 헤어지거나                   | 29대: 윤손하 |
| 49회와 동일 |                  |                                       |              |
| 51 | 2010년 11월 9일  | 돌아왔습니다 스폐셜                   |              |
| 허각, 존 박, 토니안, 윤종신, 카라 (박규리, 강지영), 아이유, 이유리, 윤유선, 양세형, 정석원, 안진경, 정성호, 김영철, 김효진, 정주리, 홍경민, 슈퍼 주니어 (이특, 은혁, 신동)                           |                  |                                       |              |
| 52 | 2010년 11월 16일 | 떠나거나 돌아오거나                   | 30대: 허각   |
| 51회와 동일 |                  |                                       |              |
| 53 | 2010년 11월 30일 | 왕족 스페셜                           |              |
| 문희준, 윤정수, 김원준, 문채원, 소녀시대 (유리, 수영), 박하선, 최진혁, 강민혁, 리지, 김영철, 김효진, 정주리, 홍경민, 슈퍼 주니어 (이특, 은혁, 동해)                                                  |                  |                                       |              |
| 54 | 2010년 12월 7일  | 철들거나 철없거나                     | 31대: 수영   |
| 53회와 동일 |                  |                                       |              |
| 55 | 2010년 12월 14일 | 꽃보다 여자 스폐셜                    |              |
| 크리스마스 스페셜 - 정선희, 빅토리아, 안연홍, 박시은, 박휘순, 이무송, 김현숙, 홍지민, 박성웅, 김태영, 황보, 김영철, 김효진, 정주리, 홍경민, 슈퍼 주니어 (이특, 은혁, 신동)                           |                  |                                       |              |
| 56 | 2010년 12월 21일 | 강하거나 여리거나                     | 32대: 이무송 |
| 55회와 동일 |                  |                                       |              |
| 57 | 2010년 12월 28일 | 송년특집 및 신년특집 강심장           |              |
| 박신양, 김아중, 엄지원, 정겨운, 장항준, 티아라 (지연, 소연), 김지선, 문천식, 안문숙, 황광희, 빽가, 조정린, 김영철, 김효진, 정주리, 홍경민, 슈퍼 주니어 (이특, 은혁)                                  |                  |                                       |              |

### 2011년
| 58 | 2011년 1월 4일   | 남기거나 지우거나                                      | 33대: 장항준   |
| 57회와 동일 |                  |                                                        |                |
| 59 | 2011년 1월 11일  | 파이터 스페셜                                          |                |
| 추성훈, 이성미, 오렌지캬라멜 (리지, 레이나), 이정, 김연주, 김승현, 노유민, 강예빈, 류현경, 변기수, 김영철, 김효진, 정주리, 홍경민, 슈퍼 주니어 (이특, 은혁, 신동)                                |                  |                                                        |                |
| 60 | 2011년 1월 18일  | 맞서거나 물러서거나                                    | 34대: 노유민   |
| 59회와 동일 |                  |                                                        |                |
| 61 | 2011년 1월 25일  | 미친 존재감 스폐셜                                     |                |
| 정보석, 이연희, 김서형, 문희경, 조권, 윤두준, 박정민, 고세원, 박인영, 최종윤, 김영철, 김효진, 정주리, 홍경민, 조정린, 문희준, 슈퍼 주니어 (이특, 은혁, 신동)                                     |                  |                                                        |                |
| 62 | 2011년 2월 1일   | 우연이거나 필연이거나                                  | 35대: 조권     |
| 61회와 동일 |                  |                                                        |                |
| 63 | 2011년 2월 8일   | 옴므파탈 스페셜                                        |                |
| 쟈니윤, 동방신기 (최강창민, 유노윤호), 공형진, 이종석, 민아, 숀리, 김민지, 신주아, 유하나, 김영철, 김효진, 정주리, 홍경민, 조정린, 문희준, 슈퍼 주니어 (이특, 은혁, 신동)                        |                  |                                                        |                |
| 64 | 2011년 2월 15일  | 약이거나 독이거나                                      | 36대: 유노윤호 |
| 63회와 동일 |                  |                                                        |                |
| 65 | 2011년 2월 22일  | 종결자 스페셜                                          |                |
| 빅뱅 (지드래곤, 승리), 팀, 김동완, 김자옥, 헨리, 이선진, 김새롬, 김태현, 김혜진, 김영철, 김효진, 정주리, 홍경민, 조정린, 문희준, 슈퍼 주니어 (은혁, 신동)                                        |                  |                                                        |                |
| 66 | 2011년 3월 1일   | 평범하거나 특별하거나                                  | 37대: 김자옥   |
| 65회와 동일 |                  |                                                        |                |
| 67 | 2011년 3월 8일   | 인형의 집 스페셜                                       |                |
| 김병세, 강수지, 박한별, 조현재, 유인나, 남규리, 김현정, 이준, 효린, 고영욱, 김영철, 김효진, 정주리, 홍경민, 조정린, 문희준, 슈퍼 주니어 (이특, 신동)                                             |                  |                                                        |                |
| 68 | 2011년 3월 15일  | 청순적이거나 도발적이거나                              | 38대: 강수지   |
| 67회와 동일 |                  |                                                        |                |
| 69 | 2011년 3월 22일  | 나는 전설이다 스페셜                                   |                |
| 독고영재, 김보성, 임예진, 이지혜, 차유람, 박성광, 온유, 루나, 성종, 김태우, 김영철, 김효진, 정주리, 조정린, 문희준, 슈퍼 주니어 (이특, 은혁, 신동)                                               |                  |                                                        |                |
| 70 | 2011년 3월 29일  | 용감하거나 비겁하거나                                  | 39대: 독고영재 |
| 69회와 동일 |                  |                                                        |                |
| 71 | 2011년 4월 5일   | 반전남녀 스페셜                                        |                |
| 태진아, 박준금, 이병진, 장신영, 황선희, 유혜영, 정선경, 윤하, 동호, 쇼리, 김영철, 김효진, 정주리, 조정린, 문희준, 슈퍼 주니어 (이특, 신동)                                                       |                  |                                                        |                |
| 72 | 2011년 4월 12일  | 빠져 들거나 벗어 나거나                                | 40대: 태진아   |
| 71회와 동일 |                  |                                                        |                |
| 73 | 2011년 4월 19일  | 황금성대 스페셜                                        |                |
| 왕영은, 주영훈, 이병준, 씨엔블루 (정용화, 이정신), 김형준, 이제니, 손은서, 황광희, 현영, 김영철, 김효진, 정주리, 홍경민, 조정린, 문희준, 슈퍼 주니어 (이특, 신동)                                |                  |                                                        |                |
| 74 | 2011년 4월 26일  | 주목하거나 외면하거나                                  | 41대: 손은서   |
| 73회와 동일 |                  |                                                        |                |
| 75 | 2011년 5월 3일   | A+ 스페셜                                              |                |
| 선우재덕, 최여진, 김정훈, 김경진, 온주완, 박준형, 김준희, 윤영아, 유이, 천둥, 김영철, 김효진, 정주리, 조정린, 문희준, 슈퍼 주니어 (이특, 신동)                                                   |                  |                                                        |                |
| 76 | 2011년 5월 10일  | 정상이거나 바닥이거나                                  | 42대: 최여진   |
| 75회와 동일 |                  |                                                        |                |
| 77 | 2011년 5월 17일  | 불꽃 남녀 스페셜                                       |                |
| 카라 (박규리, 한승연, 강지영, 구하라, 니콜), 신봉선, 장우혁, 백지영, 김정난, 김지숙, 이정섭, 김영철, 김효진, 정주리, 조정린, 문희준, 슈퍼 주니어 (이특, 신동)                                    |                  |                                                        |                |
| 78 | 2011년 5월 24일  | 타오르거나 사그라지거나                                | 43대: 김지숙   |
| 77회와 동일 |                  |                                                        |                |
| 79 | 2011년 5월 31일  | 자체발광 스페셜                                        |                |
| 이영아, 김희철, 이광기, 강민경, 고우리, 김진우, 권민중, 성대현, 크리스티나, 수지, 김영철, 김효진, 정주리, 조정린, 문희준, 슈퍼 주니어 (이특, 신동)                                               |                  |                                                        |                |
| 80 | 2011년 6월 6일   | 빛나거나 어둡거나                                      | 44대: 고우리   |
| 79회와 동일 |                  |                                                        |                |
| 81 | 2011년 6월 7일   | 강심장 왕중왕전 스페셜 1탄                             |                |
| 유노윤호, 김현중, 박정아, 안문숙, 최홍만, 오정해, 홍석천, 박인영, 황광희, 준호, 김영철, 김효진, 정주리, 조정린, 문희준, 슈퍼 주니어 (이특, 신동)                                                 |                  |                                                        |                |
| 82 | 2011년 6월 14일  | 강심장 왕중왕전 스페셜 2탄                             |                |
| 81회와 동일 |                  |                                                        |                |
| 83 | 2011년 6월 21일  | 강심장 왕중왕전 스페셜 3탄/ 강심장                     | 왕중왕: 오정해 |
| 82회와 동일 구본승, 설운도, 알렉스, 윤형빈, 정종철, 박현빈, 공현주, 강소라, 서혜정, 전효성, 김영철, 김효진, 정주리, 조정린, 문희준, 슈퍼 주니어 (이특, 은혁, 신동)                               |                  |                                                        |                |
| 84 | 2011년 6월 28일  | 강심장                                                 |                |
| 83회와 동일 |                  |                                                        |                |
| 85 | 2011년 7월 5일   | 제 45대 강심장 국가대표 선발전 3탄                     | 45대: 전효성   |
| 84회와 동일 |                  |                                                        |                |
| 86 | 2011년 7월 12일  | 강심장 MC 특집 1탄                                     |                |
| 류시원, 박소현, 왕종근, 김성주, 이지훈, 김소원, 윤소이, 안선영, 김주우, 황광희, 설리, 김영철, 김효진, 정주리, 조정린, 슈퍼 주니어 (이특, 은혁, 신동)                                             |                  |                                                        |                |
| 87 | 2011년 7월 19일  | 강심장 MC 특집 2탄                                     |                |
| 86회와 동일 |                  |                                                        |                |
| 88 | 2011년 7월 26일  | 제 46대 강심장 국가대표 선발전 / 강심장 쿨 섬머 스페셜 | 46대: 이지훈   |
| 87회와 동일 김병만, 옥택연, 크리스탈, 차화연, 이규혁, 제갈성렬, 왕지혜, 김지혜, 장호일, 우리, 김영철, 김효진, 정주리, 조정린, 슈퍼 주니어 (이특, 은혁, 신동)                                     |                  |                                                        |                |
| 89 | 2011년 8월 2일   | 제 47대 강심장 국가대표 선발전                         | 47대: 제갈성렬 |
| 88회와 동일 |                  |                                                        |                |
| 90 | 2011년 8월 9일   | 강심장 CEO 특집                                        |                |
| 선우용여, 임상아, 송경아, 한혜린, 이윤미, 홍석천, 강성범, 지오, 김영철, 김효진, 정주리, 조정린, 슈퍼 주니어 (이특, 은혁, 신동)                                                                   |                  |                                                        |                |
| 91 | 2011년 8월 16일  | 제 48대 강심장 국가대표 선발전                         | 48대: 임상아   |
| 90회와 동일 |                  |                                                        |                |
| 92 | 2011년 8월 23일  | 카리스마 스페셜                                        |                |
| 슈퍼 주니어 (희철, 시원, 동해, 규현, 예성, 성민, 려욱), 최민수, 임수향, 송경철, 성훈, 김영철, 김효진, 정주리, 조정린, 슈퍼 주니어 (이특, 은혁, 신동)                                             |                  |                                                        |                |
| 93 | 2011년 8월 30일  | 제 49대 강심장 국가대표 선발전                         | 49대: 규현     |
| 92회와 동일 |                  |                                                        |                |
| 94 | 2011년 9월 6일   | 추석 특집 강심장                                       |                |
| 노주현, 전혜빈, 붐, 윤희석, 백두산 (유현상, 김도균), BMK, 양세형, 소녀시대 (효연, 써니, 서현), 김영철, 김효진, 정주리, 조정린, 슈퍼 주니어 (이특, 은혁, 신동)                                    |                  |                                                        |                |
| 95 | 2011년 9월 13일  | 제 50대 강심장 국가대표 선발전                         | 50대: 유현상   |
| 94회와 동일 |                  |                                                        |                |
| 96 | 2011년 9월 20일  | 다 가수다 스페셜                                       |                |
| 성시경, 김조한, 김혜선, 변우민, 이예린, 자우림 (김윤아, 이선규), 카라 (강지영, 니콜), 남우현, 김영철, 김효진, 정주리, 조정린, 붐특 아카데미 (붐, 이특, 은혁, 신동)                               |                  |                                                        |                |
| 97 | 2011년 9월 27일  | 제 51대 강심장 국가대표 선발전                         | 51대: 이예린   |
| 96회와 동일 |                  |                                                        |                |
| 98 | 2011년 10월 4일  | MC 이승기 혼자서도 잘해요 스페셜                       |                |
| 현진영, 최란, 김보미, 이재윤, 최수린, 유혜리, 양배추, 브라운 아이드 걸스 (나르샤, 미료), 개리, 김영철, 김효진, 정주리, 조정린, 붐특 아카데미 (붐, 이특, 은혁, 신동)                              |                  |                                                        |                |
| 99 | 2011년 10월 11일 | 제 52대 강심장 국가대표 선발전 / 강한 여자 스페셜 1탄  | 52대: 현진영   |
| 98회와 동일 이경실, 조혜련, 카라 (박규리, 구하라), 베이비 복스 (이희진, 김이지), 디바 (비키, 지니), 변기수, 김세진, 김형범, 김영철, 김효진, 정주리, 조정린, 붐특 아카데미 (붐, 이특, 은혁, 신동) |                  |                                                        |                |
| 100 | 2011년 10월 18일 | 강한 여자 스페셜 2탄                                   |                |
| 99회와 동일 |                  |                                                        |                |
| 101 | 2011년 10월 25일 | 제 53대 강심장 국가대표 선발전 / 강심장 100회 특집     | 53대:변기수    |
| 100회와 동일 김현중, 제시카, 김장훈, 클로버 (은지원, 길미), 윤세아, 송경아, 김지숙, 고영욱, 황광희, 다나, 김영철, 김효진, 정주리, 조정린, 붐특 아카데미 (붐, 이특, 은혁, 신동)                   |                  |                                                        |                |
| 102 | 2011년 11월 1일  | 제 54대 강심장 국가대표 선발전                         | 54대: 김지숙   |
| 101회와 동일 |                  |                                                        |                |
| 103 | 2011년 11월 8일  | 월드 토크쇼 강심장 스페셜                              |                |
| 소녀시대 (티파니, 태연, 윤아, 유리), 서경석, 송채환, 김지현, 이홍기, 손호영, 고영욱, 사유리, 진세연, 이병진, 김영철, 김효진, 정주리, 조정린, 붐 아카데미 (붐, 양세형, 성종)                      |                  |                                                        |                |
| 104 | 2011년 11월 15일 | 제 55대 강심장 국가대표 선발전                         | 55대: 서경석   |
| 103회와 동일 |                  |                                                        |                |
| 105 | 2011년 11월 22일 | 강심장 쇼 쇼 쇼 스페셜                                 |                |
| 원더걸스 (선예, 소희, 예은, 유빈, 혜림), 송대관, 장재인, 김원효, 변기수, 김정남, 황혜영, 이본, 사희, 김영철, 김효진, 정주리, 조정린, 붐특 아카데미 (붐, 이특, 은혁, 신동)                        |                  |                                                        |                |
| 106 | 2011년 11월 29일 | 제 56대 강심장 국가대표 선발전                         | 56대: 이본     |
| 105회와 동일 |                  |                                                        |                |
| 107 | 2011년 12월 6일  | 자유로운 영혼 스페셜                                   |                |
| 신화 (전진, 앤디), 서인영, 최필립, 혜은이, YB (윤도현, 허준), 트랙스 (제이, 정모), 이재은, 김인서, 올라이즈 밴드, 김영철, 김효진, 정주리, 조정린, 붐특 아카데미 (붐, 이특, 은혁, 신동)           |                  |                                                        |                |
| 108 | 2011년 12월 13일 | 제 57대 강심장 국가대표 선발전                         | 57대: 최필립   |
| 107회와 동일 |                  |                                                        |                |
| 109 | 2011년 12월 20일 | 로맨틱 크리스마스 스페셜                               |                |
| 크리스마스 스페셜 - 김현주, 이정진, 아이유, 임정은, 류태준, 맹세창, 임백천, 허수경, 변기수, 김영철, 김효진, 정주리, 조정린, 붐특 아카데미 (붐, 이특, 은혁, 신동)                                 |                  |                                                        |                |
| 110 | 2011년 12월 27일 | 제 58대 강심장 국가대표 선발전                         | 58대: 김현주   |
| 109회와 동일 |                  |                                                        |                |

### 2012년
| 111 | 2012년 1월 3일   | 2012 신년 스페셜                        |                      |
| 정선희, 김청, 이천희, 고아라, 김규종, 오세정, 황광희, 김예원, 홍현희, 김영철, 김효진, 정주리, 조정린, 붐특 아카데미 (붐, 이특, 은혁, 신동)                                                 |                  |                                         |                      |
| 112 | 2012년 1월 10일  | 제 59대 강심장 국가대표 선발전          | 59대: 오세정         |
| 111회와 동일 |                  |                                         |                      |
| 113 | 2012년 1월 17일  | 커플 강심장 특집                        |                      |
| (허참, 정소녀), (안선영, 심정은), (안정훈, 김민희), (강승현, 구은애), (고은아, 미르), (서준영, 보라), (김영철, 김효진), (정주리, 조정린), (붐), (이특, 은혁), (신동, 홍현희)               |                  |                                         |                      |
| 114 | 2012년 1월 24일  | 제 60대 강심장 국가대표 선발전          | 60대: (허참, 정소녀) |
| 113회와 동일 |                  |                                         |                      |
| 115 | 2012년 1월 31일  | 강심장                                  |                      |
| 이윤석, 윤형빈, 채리나, 문희옥, 임시완, 이민호, 최진혁, 김윤경, 임지은, 변기수, 홍현희, 수빈, 김영철, 김효진, 정주리, 조정린, 붐특 아카데미 (붐, 이특, 은혁, 신동)                         |                  |                                         |                      |
| 116 | 2012년 2월 7일   | 제 61대 강심장 국가대표 선발전 2탄      | 61대: 최진혁         |
| 115회와 동일 |                  |                                         |                      |
| 117 | 2012년 2월 14일  | 장미의 전쟁 스페셜                      |                      |
| 윤종신, 김부선, 김다현, 신다은, 서지혜, 김주희, 김경민, 김영철, 김효진, 정주리, 조정린, 레이디스 붐 (붐, 민아, 수빈, 보미, 지숙)                                                           |                  |                                         |                      |
| 118 | 2012년 2월 21일  | 제 62대 강심장 국가대표 선발전          | 62대: 김부선         |
| 117회와 동일 |                  |                                         |                      |
| 119 | 2012년 2월 28일  | 강심장 K - POP STAR 스페셜              |                      |
| 세븐, 박경림, 김학철, 케이윌, 최할리, 박은혜, 이현이, miss A (민, 수지), 서현, 김영철, 김효진, 정주리, 조정린, 붐특 아카데미 (붐, 이특, 은혁, 신동)                                        |                  |                                         |                      |
| 120 | 2012년 3월 6일   | 제 63대 강심장 국가대표 선발전          | 63대: 박은혜         |
| 119회와 동일 |                  |                                         |                      |
| 121 | 2012년 3월 13일  | 남녀상열지사 스페셜                     |                      |
| 2AM (조권, 진운, 슬옹, 창민), 유이, 이장우, 박지윤, 김애경, 장영남, 최지연, 김영철, 김효진, 정주리, 조정린, 붐특 아카데미 (붐, 이특, 은혁, 신동)                                           |                  |                                         |                      |
| 122 | 2012년 3월 20일  | 제 64대 강심장 국가대표 선발전          | 64대: 김애경         |
| 121회와 동일 |                  |                                         |                      |
| 123 | 2012년 3월 27일  | YG 패밀리 스페셜                        |                      |
| 빅뱅 (탑, 지드래곤, 대성, 태양, 승리), 2NE1 (산다라박, 박봄, 공민지, 씨엘), 세븐, 타블로, 싸이, 변기수, 거미, 션, 김영철, 김효진, 정주리, 조정린, 붐특 아카데미 (붐, 이특, 은혁, 신동)     |                  |                                         |                      |
| 124 | 2012년 4월 3일   | 제 65대 강심장 국가대표 선발전          | 65대: 세븐           |
| 123회와 동일 |                  |                                         |                      |
| 125 | 2012년 4월 10일  | NEW 강심장 - 새로운 시작 스페셜         |                      |
| 송은이, 김신영, 신소연, 장나라, 이진욱, 김지석, 정소민, 정용화, 효린, 김영철, 김효진, 정주리, 양세형, 변기수, 붐                                                                           |                  |                                         |                      |
| 126 | 2012년 4월 17일  | 제 66대 강심장 국가대표 선발전          | 66대: 이진욱         |
| 125회와 동일 |                  |                                         |                      |
| 127 | 2012년 4월 24일  | 강심장                                  |                      |
| 티파니, 아이비, 오윤아, 이준, 한지우, 이현진, 선우, 김환, 신소연, 김나영, 김영철, 김효진, 정주리, 양세형, 변기수, 박경림, 붐특 아카데미 (붐, 이특, 은혁)                                   |                  |                                         |                      |
| 128 | 2012년 5월 1일   | 제 67대 강심장 국가대표 선발전          | 67대: 아이비         |
| 127회와 동일 |                  |                                         |                      |
| 129 | 2012년 5월 8일   | K - POP 스타 스페셜                     |                      |
| K팝스타 (박지민, 이하이, 백아연), 양동근, 노사연, 이성미, 장동민, 조은숙, 다이나믹 듀오 (개코, 최자), 김영철, 김효진, 정주리, 양세형, 변기수, 박경림, 붐특 아카데미 (붐, 이특, 은혁)       |                  |                                         |                      |
| 130 | 2012년 5월 15일  | 제 68대 강심장 국가대표 선발전          | 68대: 백아연         |
| 129회와 동일 |                  |                                         |                      |
| 131 | 2012년 5월 22일  | 강심장                                  |                      |
| 아이유, 이종석, 강성연, 김민, 천명훈, 최윤영, 오초희, 김보아, 김영철, 김효진, 정주리, 양세형, 변기수, 박경림, 붐특 아카데미 (붐, 이특, 은혁)                                               |                  |                                         |                      |
| 132 | 2012년 5월 29일  | 제 69대 강심장 국가대표 선발전          | 69대: 최윤영         |
| 131회와 동일 |                  |                                         |                      |
| 133 | 2012년 6월 5일   | 강심장                                  |                      |
| 컬투 (정찬우, 김태균), 이창명, 이수혁, 한그루, 한선화, 김유미, 김다래, 김성규, 김효진, 정주리, 양세형, 변기수, 박경림, 붐특 아카데미 (붐, 이특, 은혁)                                      |                  |                                         |                      |
| 134 | 2012년 6월 12일  | 제 70대 강심장 국가대표 선발전          | 70대: 컬투           |
| 133회와 동일 |                  |                                         |                      |
| 135 | 2012년 6월 19일  | 시한 폭탄 스페셜                        |                      |
| 유세윤, 장동민, 유상무, 이기우, 김빈우, 김부선, 김민희, 김도균, 유인영, 한혜린, 김효진, 정주리, 양세형, 변기수, 붐특 아카데미 (붐, 이특, 은혁)                                             |                  |                                         |                      |
| 136 | 2012년 6월 26일  | 제 71대 강심장 국가대표 선발전          | 71대: 김부선         |
| 135회와 동일 |                  |                                         |                      |
| 137 | 2012년 7월 3일   | 강심장 여름 스페셜                      |                      |
| 조권, 우영, 예은, 방은희, 정종철, 예지원, 유연석, 클라라, 정준, 김효진, 정주리, 양세형, 변기수, 박경림, 붐특 아카데미 (붐, 이특, 은혁)                                                     |                  |                                         |                      |
| 138 | 2012년 7월 10일  | 제 72대 강심장 국가대표 선발전          | 72대: 방은희         |
| 137회와 동일 |                  |                                         |                      |
| 139 | 2012년 7월 17일  | 강심장 예능 올림픽 특집                 |                      |
| 이청아, 남경주, 전수경, 박기영, 빅토리아, 솔비, 슈퍼주니어 (규현, 신동), 애프터스쿨 (리지, 정아), 김효진, 정주리, 양세형, 변기수, 박경림, 붐특 아카데미 (붐, 이특, 은혁)                   |                  |                                         |                      |
| 140 | 2012년 7월 24일  | 제 73대 강심장 국가대표 선발전          | 73대: 전수경         |
| 139회와 동일 |                  |                                         |                      |
| 141 | 2012년 8월 14일  | 대박 드라마 스페셜 1탄                  |                      |
| 허윤정, 김정난, 장현성, 고나은, 박효주, 해금, 김효진, 정주리, 양세형, 변기수, 박경림, 붐특 아카데미 (붐, 이특, 은혁)                                                                       |                  |                                         |                      |
| 142 | 2012년 8월 21일  | 대박 드라마 스페셜 2탄/ 순정만화 스페셜 |                      |
| 141회와 동일 현미, 임호, 홍석천, 한혜진, 민호, 설리, 이현우, 김지원, 제국의아이들 (광희, 형식), 김유미, 김효진, 정주리, 양세형, 변기수, 박경림, 붐특 아카데미 (붐, 이특, 은혁)             |                  |                                         |                      |
| 143 | 2012년 8월 28일  | 제 75대 강심장 국가대표 선발전          | 75대: 홍석천         |
| 142회와 동일 |                  |                                         |                      |
| 144 | 2012년 9월 4일   | 월드 NO.1 스페셜                        |                      |
| 김기덕, 조민수, 이정진, 카라 (한승연, 구하라), 이준, 김연경, 김효진, 정주리, 양세형, 변기수, 박경림, 붐특 아카데미 (붐, 이특, 은혁)                                                        |                  |                                         |                      |
| 145 | 2012년 9월 11일  | 제 76대 강심장 국가대표 선발전          | 76대: 김기덕         |
| 144회와 동일 |                  |                                         |                      |
| 146 | 2012년 9월 18일  | 보고싶은 얼굴 스페셜                    |                      |
| 이지현, 김지훈, 김장훈, 강예솔, 다솜, 정흥채, 김서라, 홍석천, 김효진, 정주리, 양세형, 변기수, 박경림, 붐특 아카데미 (붐, 이특, 은혁)                                                       |                  |                                         |                      |
| 147 | 2012년 9월 25일  | 제 77대 강심장 국가대표 선발전          | 77대: 이지현         |
| 146회와 동일 |                  |                                         |                      |
| 148 | 2012년 10월 2일  | 추석특집 강심장                         | 78대: 낸시 랭        |
| 박기웅, 김진아, 홍종현, 시크릿 (한선화, 전효성), 오인혜, 신소율, 문희준, 낸시 랭, 정주리, 양세형, 변기수, 박경림, 붐특 아카데미 (붐, 이특, 은혁)                                           |                  |                                         |                      |
| 149 | 2012년 10월 9일  | 3주년 특집 강심장                       |                      |
| 차화연, 오연서, 별, 김유정, 이루마, 이홍기, miss A (수지, 페이), 구잘, 정주리, 양세형, 변기수, 박경림, 붐특 아카데미 (붐, 이특, 은혁)                                                      |                  |                                         |                      |
| 150 | 2012년 10월 16일 | 제 79대 강심장 국가대표 선발전          | 79대: 별             |
| 149회와 동일 |                  |                                         |                      |
| 151 | 2012년 10월 23일 | 대풍수 예능외전 스페셜                  |                      |
| 지성, 김소연, 이윤지, 유하준, 송종국, 김예원, 정은지, 가인, 정주리, 양세형, 변기수, 박경림, 붐특 아카데미 (붐, 이특, 은혁)                                                                 |                  |                                         |                      |
| 152 | 2012년 10월 30일 | 제 80대 강심장 국가대표 선발전          | 80대: 송종국         |
| 151회와 동일 |                  |                                         |                      |
| 153 | 2012년 11월 6일  | 굿바이 이특 스페셜                      |                      |
| 김세아, 임성민, 이정현, 이기찬, 박민지, 샤이니 (종현, 태민), 동방신기 (유노윤호, 최강창민), 슈퍼 주니어 (신동, 예성), 상추, 정주리, 양세형, 변기수, 박경림, 붐특 아카데미 (붐, 이특, 은혁) |                  |                                         |                      |
| 154 | 2012년 11월 13일 | 제 81대 강심장 국가대표 선발전          | 81대: 이특           |
| 153회와 동일 |                  |                                         |                      |
| 155 | 2012년 11월 20일 | 강심장                                  |                      |
| 박광현, 송지효, 소이현, 손담비, 오승은, 박세영, 신사동 호랭이, 백보람, 광희, 렌, 영지, 정주리, 변기수, 박경림, 붐 아카데미 (붐, 은혁, 지숙)                                                |                  |                                         |                      |
| 156 | 2012년 11월 27일 | 제 82대 강심장 국가대표 선발전          | 82대: 박광현         |
| 155회와 동일 |                  |                                         |                      |
| 157 | 2012년 12월 4일  | 기네스 스페셜 1탄                       |                      |
| 조혜련, 이상엽, 양익준, 이의정, 김소현, 박민하, 박찬민, 광희, 혜박, 인수, 정주리, 변기수, 박경림, 붐 아카데미 (붐, 은혁, 지숙)                                                             |                  |                                         |                      |
| 158 | 2012년 12월 11일 | 제 83대 강심장 국가대표 선발전          | 83대: 이의정         |
| 157회와 동일 |                  |                                         |                      |
| 159 | 2012년 12월 18일 | 크리스마스 특집 강심장 1탄              |                      |
| 크리스마스 스페셜 - 박신혜, 윤시윤, 김지훈, 이기용, 박은지, 양진석, 고경표, 미르, 정주리, 변기수, 박경림, 붐 아카데미 (붐, 지숙, 해금)                                                     |                  |                                         |                      |
| 160 | 2012년 12월 25일 | 제 84대 강심장 국가대표 선발전          | 84대: 박신혜         |
| 159회와 동일 |                  |                                         |                      |

### 2013년
| 161 | 2013년 1월 8일  | 2013 강심장 운수대통 스페셜    |              |
| 박신양, 김정태, 김정화, 유현상, 최윤희, 이용규, 유하나, 김형범, 정가은, 김예원, B1A4 (바로, 산들), 정주리, 양세형, 변기수, 박경림, 붐 아카데미 (붐, 은혁, 지숙)      |                 |                                |              |
| 162 | 2013년 1월 15일 | 제 85대 강심장 국가대표 선발전 | 85대: 김정화 |
| 161회와 동일 |                 |                                |              |
| 163 | 2013년 1월 22일 | 강심장                         |              |
| 정지영, 백지영, 김창렬, 박성웅, 정애연, 박현빈, 송지은, 유연석, 유설아, 후지이 미나, 정주리, 양세형, 변기수, 박경림, 붐 아카데미 (붐, 지숙)                          |                 |                                |              |
| 164 | 2013년 1월 29일 | 제 86대 강심장 국가대표 선발전 | 86대: 김창렬 |
| 163회와 동일 |                 |                                |              |
| 165 | 2013년 2월 5일  | 소녀와 삼촌들 스페셜           |              |
| 소녀시대 (티파니, 태연, 윤아, 써니, 효연, 제시카, 유리, 서현, 수영 ), 공형진, 전현무, 최송현, 노현희, 김영철, 정주리, 양세형, 변기수, 박경림, 붐 아카데미 (붐, 지숙) |                 |                                |              |
| 166 | 2013년 2월 12일 | 제 87대 강심장 국가대표 선발전 | 87대: 수영   |
| 165회와 동일 |                 |                                |              |

## 시청률

### 2009년
| 회차 | 방송 일자        | 전국 시청률(증감치) |
| ---- | ---------------- | ------------------- |
| 1    | 2009년 10월 6일  | 17.3%               |
| 2    | 2009년 10월 13일 | 16.1%(-1.2)         |
| 3    | 2009년 10월 20일 | 16.6%(+0.5)         |
| 4    | 2009년 10월 27일 | 16.3%(-0.3)         |
| 5    | 2009년 11월 3일  | 18.3%(+2.0)         |
| 6    | 2009년 11월 10일 | 18.6%(+0.3)         |
| 7    | 2009년 11월 17일 | 17.2%(-1.4)         |
| 8    | 2009년 11월 24일 | 16.1%(-1.1)         |
| 9    | 2009년 12월 1일  | 16.0%(-0.1)         |
| 10   | 2009년 12월 8일  | 18.8%(+2.8)         |
| 11   | 2009년 12월 15일 | 17.4%(-1.4)         |
| 12   | 2009년 12월 22일 | 19.9%(+2.5)         |

| 회차 | 방송 일자        | 전국 시청률(증감치) |
| ---- | ---------------- | ------------------- |
| 1    | 2009년 10월 6일  | 16.6%               |
| 2    | 2009년 10월 13일 | 15.1%(-1.5)         |
| 3    | 2009년 10월 20일 | 16.2%(+1.1)         |
| 4    | 2009년 10월 27일 | 14.5%(-1.7)         |
| 5    | 2009년 11월 3일  | 18.0%(+3.5)         |
| 6    | 2009년 11월 10일 | 16.5%(-1.5)         |
| 7    | 2009년 11월 17일 | 18.2%(+1.7)         |
| 8    | 2009년 11월 24일 | 14.8%(-3.4)         |
| 9    | 2009년 12월 1일  | 15.4%(+0.6)         |
| 10   | 2009년 12월 8일  | 16.0%(+0.6)         |
| 11   | 2009년 12월 15일 | 16.0%(0)            |
| 12   | 2009년 12월 22일 | 17.0%(+1.0)         |

- TNmS와 AGB닐슨 미디어 리서치에서 공개한 표를 바탕으로 작성한 시청률이다. 빨간색 글씨는 최고 시청률, 파란색 글씨는 최저 시청률을 나타낸다.

### 2010년
| 회차 | 방송 일자        | 전국 시청률(증감치) |
| ---- | ---------------- | ------------------- |
| 13   | 2010년 1월 5일   | 17.0%(-2.9)         |
| 14   | 2010년 1월 12일  | 18.3%(+1.3)         |
| 15   | 2010년 1월 19일  | 19.1%(+0.8)         |
| 16   | 2010년 1월 26일  | 19.1%(0)            |
| 17   | 2010년 2월 2일   | 17.8%(-1.3)         |
| 18   | 2010년 2월 9일   | 18.6%(+0.8)         |
| 19   | 2010년 2월 16일  | 18.8%(+0.2)         |
| 20   | 2010년 3월 2일   | 16.2%(-2.6)         |
| 21   | 2010년 3월 9일   | 15.6%(-0.6)         |
| 22   | 2010년 3월 16일  | 15.3%(-0.3)         |
| 23   | 2010년 3월 23일  | 14.9%(-0.4)         |
| 24   | 2010년 4월 6일   | 13.2%(-1.7)         |
| 25   | 2010년 4월 13일  | 11.3%(-1.9)         |
| 26   | 2010년 4월 20일  | 10.8%(-0.5)         |
| 27   | 2010년 5월 4일   | 17.3%(+6.5)         |
| 28   | 2010년 5월 11일  | 16.4%(-0.9)         |
| 29   | 2010년 5월 18일  | 17.2%(+0.8)         |
| 30   | 2010년 5월 25일  | 17.2%(0)            |
| 31   | 2010년 6월 1일   | 18.7%(+1.5)         |
| 32   | 2010년 6월 8일   | 17.9%(-0.8)         |
| 33   | 2010년 7월 6일   | 18.8%(+0.9)         |
| 34   | 2010년 7월 13일  | 16.4%(-2.4)         |
| 35   | 2010년 7월 20일  | 19.7%(+3.3)         |
| 36   | 2010년 7월 27일  | 18.4%(-1.3)         |
| 37   | 2010년 8월 3일   | 20.7%(+2.3)         |
| 38   | 2010년 8월 10일  | 19.3%(-1.4)         |
| 39   | 2010년 8월 17일  | 19.3%(0)            |
| 40   | 2010년 8월 24일  | 17.7%(-1.6)         |
| 41   | 2010년 8월 31일  | 18.8%(+1.1)         |
| 42   | 2010년 9월 7일   | 15.1%(-3.7)         |
| 43   | 2010년 9월 14일  | 16.9%(+1.8)         |
| 44   | 2010년 9월 21일  | 14.8%(-2.1)         |
| 45   | 2010년 9월 28일  | 15.3%(+0.5)         |
| 46   | 2010년 10월 5일  | 14.4%(-0.9)         |
| 47   | 2010년 10월 12일 | 11.9%(-2.5)         |
| 48   | 2010년 10월 19일 | 11.9%(0)            |
| 49   | 2010년 10월 26일 | 15.9%(+4.0)         |
| 50   | 2010년 11월 2일  | 15.4%(-0.5)         |
| 51   | 2010년 11월 9일  | 18.2%(+2.8)         |
| 52   | 2010년 11월 16일 | 17.6%(-0.6)         |
| 53   | 2010년 11월 30일 | 15.8%(-1.8)         |
| 54   | 2010년 12월 7일  | 14.7%(-1.1)         |
| 55   | 2010년 12월 14일 | 15.9%(+1.2)         |
| 56   | 2010년 12월 21일 | 13.8%(-2.1)         |
| 57   | 2010년 12월 28일 | 14.9%(+1.1)         |

| 회차 | 방송 일자        | 전국 시청률(증감치) |
| ---- | ---------------- | ------------------- |
| 13   | 2010년 1월 5일   | 15.0%(-2.0)         |
| 14   | 2010년 1월 12일  | 16.6%(+1.6)         |
| 15   | 2010년 1월 19일  | 17.7%(+1.1)         |
| 16   | 2010년 1월 26일  | 17.3%(-0.4)         |
| 17   | 2010년 2월 2일   | 16.3%(-1.0)         |
| 18   | 2010년 2월 9일   | 18.7%(+2.4)         |
| 19   | 2010년 2월 16일  | 16.8%(-1.9)         |
| 20   | 2010년 3월 2일   | 16.6%(-0.2)         |
| 21   | 2010년 3월 9일   | 16.5%(-0.1)         |
| 22   | 2010년 3월 16일  | 15.1%(-1.4)         |
| 23   | 2010년 3월 23일  | 15.3%(+0.2)         |
| 24   | 2010년 4월 6일   | 11.8%(-3.5)         |
| 25   | 2010년 4월 13일  | 10.7%(-1.1)         |
| 26   | 2010년 4월 20일  | 10.1%(-0.6)         |
| 27   | 2010년 5월 4일   | 15.7%(+5.6)         |
| 28   | 2010년 5월 11일  | 16.4%(+0.7)         |
| 29   | 2010년 5월 18일  | 16.9%(+0.5)         |
| 30   | 2010년 5월 25일  | 15.1%(-1.8)         |
| 31   | 2010년 6월 1일   | 16.5%(+1.4)         |
| 32   | 2010년 6월 8일   | 16.5%(0)            |
| 33   | 2010년 7월 6일   | 17.4%(+0.9)         |
| 34   | 2010년 7월 13일  | 15.6%(-1.8)         |
| 35   | 2010년 7월 20일  | 16.7%(+1.1)         |
| 36   | 2010년 7월 27일  | 17.5%(+0.8)         |
| 37   | 2010년 8월 3일   | 16.6%(-0.9)         |
| 38   | 2010년 8월 10일  | 15.4%(-1.2)         |
| 39   | 2010년 8월 17일  | 17.3%(+1.9)         |
| 40   | 2010년 8월 24일  | 14.6%(-2.7)         |
| 41   | 2010년 8월 31일  | 17.0%(+2.4)         |
| 42   | 2010년 9월 7일   | 13.5%(-3.5)         |
| 43   | 2010년 9월 14일  | 15.9%(+2.4)         |
| 44   | 2010년 9월 21일  | 14.1%(-1.8)         |
| 45   | 2010년 9월 28일  | 15.7%(+1.6)         |
| 46   | 2010년 10월 5일  | 14.4%(-1.3)         |
| 47   | 2010년 10월 12일 | 13.0%(-1.4)         |
| 48   | 2010년 10월 19일 | 12.5%(-0.5)         |
| 49   | 2010년 10월 26일 | 15.9%(+3.4)         |
| 50   | 2010년 11월 2일  | 14.6%(-1.3)         |
| 51   | 2010년 11월 9일  | 19.5%(+4.9)         |
| 52   | 2010년 11월 16일 | 17.3%(-2.2)         |
| 53   | 2010년 11월 30일 | 15.5%(-1.8)         |
| 54   | 2010년 12월 7일  | 13.9%(-1.4)         |
| 55   | 2010년 12월 14일 | 16.0%(+2.1)         |
| 56   | 2010년 12월 21일 | 15.4%(-0.6)         |
| 57   | 2010년 12월 28일 | 16.8%(+1.4)         |

- TNmS와 AGB닐슨 미디어 리서치에서 공개한 표를 바탕으로 작성한 시청률이다. 빨간색 글씨는 최고 시청률, 파란색 글씨는 최저 시청률을 나타낸다.

### 2011년
| 회차 | 방송 일자        | 전국 시청률(증감치) |
| ---- | ---------------- | ------------------- |
| 58   | 2011년 1월 4일   | 13.1%(-1.8)         |
| 59   | 2011년 1월 11일  | 12.5%(-0.6)         |
| 60   | 2011년 1월 18일  | 9.0%(-3.5)          |
| 61   | 2011년 1월 25일  | 7.4%(-1.6)          |
| 62   | 2011년 2월 1일   | 8.5%(+1.1)          |
| 63   | 2011년 2월 8일   | 11.5%(+3.0)         |
| 64   | 2011년 2월 15일  | 12.0%(+0.5)         |
| 65   | 2011년 2월 22일  | 11.2%(-0.8)         |
| 66   | 2011년 3월 1일   | 10.2%(-1.0)         |
| 67   | 2011년 3월 8일   | 9.2%(-1.0)          |
| 68   | 2011년 3월 15일  | 7.2%(-2.0)          |
| 69   | 2011년 3월 22일  | 9.4%(+2.2)          |
| 70   | 2011년 3월 29일  | 7.8%(-1.6)          |
| 71   | 2011년 4월 5일   | 9.3%(+1.5)          |
| 72   | 2011년 4월 12일  | 9.2%(-0.1)          |
| 73   | 2011년 4월 19일  | 9.6%(+0.4)          |
| 74   | 2011년 4월 26일  | 8.7%(-0.9)          |
| 75   | 2011년 5월 3일   | 8.6%(-0.1)          |
| 76   | 2011년 5월 10일  | 9.0%(+0.4)          |
| 77   | 2011년 5월 17일  | 10.0%(+1.0)         |
| 78   | 2011년 5월 24일  | 9.8%(-0.2)          |
| 79   | 2011년 5월 31일  | 8.3%(-1.5)          |
| 80   | 2011년 6월 6일   | 3.1%(-5.2)          |
| 81   | 2011년 6월 7일   | 10.5%(+7.4)         |
| 82   | 2011년 6월 14일  | 11.3%(+0.8)         |
| 83   | 2011년 6월 21일  | 11.1%(-0.2)         |
| 84   | 2011년 6월 28일  | 10.0%(-1.1)         |
| 85   | 2011년 7월 5일   | 8.8%(-1.2)          |
| 86   | 2011년 7월 12일  | 11.4%(+2.6)         |
| 87   | 2011년 7월 19일  | 11.3%(-0.1)         |
| 88   | 2011년 7월 26일  | 10.2%(-1.1)         |
| 89   | 2011년 8월 2일   | 12.1%(+1.9)         |
| 90   | 2011년 8월 9일   | 10.9%(-1.2)         |
| 91   | 2011년 8월 16일  | 10.8%(-0.1)         |
| 92   | 2011년 8월 23일  | 11.2%(+0.4)         |
| 93   | 2011년 8월 30일  | 10.6%(-0.6)         |
| 94   | 2011년 9월 6일   | 11.6%(+1.0)         |
| 95   | 2011년 9월 13일  | 8.4%(-3.2)          |
| 96   | 2011년 9월 20일  | 9.6%(+1.2)          |
| 97   | 2011년 9월 27일  | 9.4%(-0.2)          |
| 98   | 2011년 10월 4일  | 10.8%(+1.4)         |
| 99   | 2011년 10월 11일 | 8.6%(-2.2)          |
| 100  | 2011년 10월 18일 | 10.0%(+1.4)         |
| 101  | 2011년 10월 25일 | 10.4%(+0.4)         |
| 102  | 2011년 11월 1일  | 9.5%(-0.9)          |
| 103  | 2011년 11월 8일  | 10.4%(+0.9)         |
| 104  | 2011년 11월 15일 | 10.4%(0)            |
| 105  | 2011년 11월 22일 | 11.1%(+0.7)         |
| 106  | 2011년 11월 29일 | 8.3%(-2.8)          |
| 107  | 2011년 12월 6일  | 9.0%(+0.7)          |
| 108  | 2011년 12월 13일 | 8.6%(-0.4)          |
| 109  | 2011년 12월 20일 | 10.6%(+2.0)         |
| 110  | 2011년 12월 27일 | 9.2%(-1.4)          |

| 회차 | 방송 일자        | 전국 시청률(증감치) |
| ---- | ---------------- | ------------------- |
| 58   | 2011년 1월 4일   | 16.1%(-0.7)         |
| 59   | 2011년 1월 11일  | 14.9%(-1.2)         |
| 60   | 2011년 1월 18일  | 10.9%(-4.0)         |
| 61   | 2011년 1월 25일  | 10.9%(0)            |
| 62   | 2011년 2월 1일   | 9.9%(-1.0)          |
| 63   | 2011년 2월 8일   | 14.6%(+4.7)         |
| 64   | 2011년 2월 15일  | 15.2%(+0.6)         |
| 65   | 2011년 2월 22일  | 14.2%(-1.0)         |
| 66   | 2011년 3월 1일   | 13.5%(-0.7)         |
| 67   | 2011년 3월 8일   | 12.2%(-1.3)         |
| 68   | 2011년 3월 15일  | 10.7%(-1.5)         |
| 69   | 2011년 3월 22일  | 11.5%(+0.8)         |
| 70   | 2011년 3월 29일  | 9.6%(-1.9)          |
| 71   | 2011년 4월 5일   | 12.6%(+3.0)         |
| 72   | 2011년 4월 12일  | 11.5%(-1.1)         |
| 73   | 2011년 4월 19일  | 12.2%(+0.7)         |
| 74   | 2011년 4월 26일  | 12.3%(+0.1)         |
| 75   | 2011년 5월 3일   | 12.1%(-0.2)         |
| 76   | 2011년 5월 10일  | 11.5%(-0.6)         |
| 77   | 2011년 5월 17일  | 11.9%(+0.4)         |
| 78   | 2011년 5월 24일  | 10.7%(-1.2)         |
| 79   | 2011년 5월 31일  | 10.7%(0)            |
| 80   | 2011년 6월 6일   | 3.8%(-6.9)          |
| 81   | 2011년 6월 7일   | 12.2%(+8.4)         |
| 82   | 2011년 6월 14일  | 13.9%(+1.7)         |
| 83   | 2011년 6월 21일  | 13.2%(-0.7)         |
| 84   | 2011년 6월 28일  | 11.8%(-1.4)         |
| 85   | 2011년 7월 5일   | 10.0%(-1.8)         |
| 86   | 2011년 7월 12일  | 14.6%(+4.6)         |
| 87   | 2011년 7월 19일  | 10.9%(-3.7)         |
| 88   | 2011년 7월 26일  | 11.3%(+0.4)         |
| 89   | 2011년 8월 2일   | 12.2%(+0.9)         |
| 90   | 2011년 8월 9일   | 13.2%(+1.0)         |
| 91   | 2011년 8월 16일  | 12.6%(-0.6)         |
| 92   | 2011년 8월 23일  | 13.3%(+0.7)         |
| 93   | 2011년 8월 30일  | 10.3%(-3.0)         |
| 94   | 2011년 9월 6일   | 13.9%(+3.6)         |
| 95   | 2011년 9월 13일  | 9.4%(-4.5)          |
| 96   | 2011년 9월 20일  | 10.8%(+1.4)         |
| 97   | 2011년 9월 27일  | 11.1%(+0.3)         |
| 98   | 2011년 10월 4일  | 11.8%(+0.7)         |
| 99   | 2011년 10월 11일 | 10.0%(-1.8)         |
| 100  | 2011년 10월 18일 | 10.9%(+0.9)         |
| 101  | 2011년 10월 25일 | 11.7%(+0.8)         |
| 102  | 2011년 11월 1일  | 9.9%(-1.8)          |
| 103  | 2011년 11월 8일  | 12.1%(+2.2)         |
| 104  | 2011년 11월 15일 | 11.2%(-0.9)         |
| 105  | 2011년 11월 22일 | 11.0%(-0.2)         |
| 106  | 2011년 11월 29일 | 10.3%(-0.7)         |
| 107  | 2011년 12월 6일  | 10.1%(-0.2)         |
| 108  | 2011년 12월 13일 | 10.0%(-0.1)         |
| 109  | 2011년 12월 20일 | 12.0%(+2.0)         |
| 110  | 2011년 12월 27일 | 10.9%(-1.1)         |

- TNmS와 AGB닐슨 미디어 리서치에서 공개한 표를 바탕으로 작성한 시청률이다. 빨간색 글씨는 최고 시청률, 파란색 글씨는 최저 시청률을 나타낸다.

### 2012년
| 회차 | 방송 일자        | 전국 시청률(증감치) |
| ---- | ---------------- | ------------------- |
| 111  | 2012년 1월 3일   | 10.8%(+1.6)         |
| 112  | 2012년 1월 10일  | 9.3%(-1.5)          |
| 113  | 2012년 1월 17일  | 11.7%(+2.4)         |
| 114  | 2012년 1월 24일  | 8.8%(-2.9)          |
| 115  | 2012년 1월 31일  | 8.3%(-0.5)          |
| 116  | 2012년 2월 7일   | 8.3%(0)             |
| 117  | 2012년 2월 14일  | 10.2%(+1.9)         |
| 118  | 2012년 2월 21일  | 9.6%(-0.6)          |
| 119  | 2012년 2월 28일  | 8.8%(-0.8)          |
| 120  | 2012년 3월 6일   | 9.6%(+0.8)          |
| 121  | 2012년 3월 13일  | 9.1%(-0.5)          |
| 122  | 2012년 3월 20일  | 7.7%(-1.4)          |
| 123  | 2012년 3월 27일  | 11.0%(+3.3)         |
| 124  | 2012년 4월 3일   | 8.5%(-2.5)          |
| 125  | 2012년 4월 10일  | 10.2%(+1.7)         |
| 126  | 2012년 4월 17일  | 7.7%(-2.5)          |
| 127  | 2012년 4월 24일  | 8.3%(+0.6)          |
| 128  | 2012년 5월 1일   | 7.4%(-0.9)          |
| 129  | 2012년 5월 8일   | 7.3%(-0.1)          |
| 130  | 2012년 5월 15일  | 7.8%(+0.5)          |
| 131  | 2012년 5월 22일  | 6.6%(-1.2)          |
| 132  | 2012년 5월 29일  | 6.7%(+0.1)          |
| 133  | 2012년 6월 5일   | 8.3%(+1.6)          |
| 134  | 2012년 6월 12일  | 8.8%(+0.5)          |
| 135  | 2012년 6월 19일  | 7.9%(-0.9)          |
| 136  | 2012년 6월 26일  | 8.4%(+0.5)          |
| 137  | 2012년 7월 3일   | 7.4%(-1.0)          |
| 138  | 2012년 7월 10일  | 7.6%(+0.2)          |
| 139  | 2012년 7월 17일  | 9.5%(+1.9)          |
| 140  | 2012년 7월 24일  | 7.4%(-2.1)          |
| 141  | 2012년 8월 14일  | 9.4%(+2.0)          |
| 142  | 2012년 8월 21일  | 8.5%(-0.9)          |
| 143  | 2012년 8월 28일  | 8.3%(-0.2)          |
| 144  | 2012년 9월 4일   | 5.9%(-2.4)          |
| 145  | 2012년 9월 11일  | 8.7%(+2.8)          |
| 146  | 2012년 9월 18일  | 6.2%(-2.5)          |
| 147  | 2012년 9월 25일  | 6.1%(-0.1)          |
| 148  | 2012년 10월 2일  | 6.7%(+0.6)          |
| 149  | 2012년 10월 9일  | 8.9%(+2.2)          |
| 150  | 2012년 10월 16일 | 7.0%(-1.9)          |
| 151  | 2012년 10월 23일 | 8.0%(+1.0)          |
| 152  | 2012년 10월 30일 | 6.9%(-1.1)          |
| 153  | 2012년 11월 6일  | 8.6%(+1.7)          |
| 154  | 2012년 11월 13일 | 7.6%(-1.0)          |
| 155  | 2012년 11월 20일 | 7.1%(-0.5)          |
| 156  | 2012년 11월 27일 | 7.4%(+0.3)          |
| 157  | 2012년 12월 4일  | 6.4%(-1.0)          |
| 158  | 2012년 12월 11일 | 8.3%(+1.9)          |
| 159  | 2012년 12월 18일 | 7.1%(-1.2)          |
| 160  | 2012년 12월 25일 | 7.8%(+0.7)          |

| 회차 | 방송 일자        | 전국 시청률(증감치) |
| ---- | ---------------- | ------------------- |
| 111  | 2012년 1월 3일   | 11.6%(+0.7)         |
| 112  | 2012년 1월 10일  | 11.0%(-0.6)         |
| 113  | 2012년 1월 17일  | 11.4%(+0.4)         |
| 114  | 2012년 1월 24일  | 9.8%(-1.6)          |
| 115  | 2012년 1월 31일  | 9.3%(-0.5)          |
| 116  | 2012년 2월 7일   | 8.0%(-1.3)          |
| 117  | 2012년 2월 14일  | 10.1%(+2.1)         |
| 118  | 2012년 2월 21일  | 11.2%(+1.1)         |
| 119  | 2012년 2월 28일  | 9.9%(-1.3)          |
| 120  | 2012년 3월 6일   | 9.4%(-0.5)          |
| 121  | 2012년 3월 13일  | 12.2%(+2.8)         |
| 122  | 2012년 3월 20일  | 9.2%(-3.0)          |
| 123  | 2012년 3월 27일  | 11.6%(+2.4)         |
| 124  | 2012년 4월 3일   | 9.2%(-2.4)          |
| 125  | 2012년 4월 10일  | 11.0%(+1.8)         |
| 126  | 2012년 4월 17일  | 8.6%(-2.4)          |
| 127  | 2012년 4월 24일  | 8.6%(0)             |
| 128  | 2012년 5월 1일   | 8.1%(-0.5)          |
| 129  | 2012년 5월 8일   | 8.5%(+0.4)          |
| 130  | 2012년 5월 15일  | 8.0%(-0.5)          |
| 131  | 2012년 5월 22일  | 7.7%(-0.3)          |
| 132  | 2012년 5월 29일  | 7.8%(+0.1)          |
| 133  | 2012년 6월 5일   | 8.4%(+0.6)          |
| 134  | 2012년 6월 12일  | 9.6%(+1.2)          |
| 135  | 2012년 6월 19일  | 8.6%(-1.0)          |
| 136  | 2012년 6월 26일  | 8.3%(-0.3)          |
| 137  | 2012년 7월 3일   | 6.6%(-1.7)          |
| 138  | 2012년 7월 10일  | 6.8%(+0.2)          |
| 139  | 2012년 7월 17일  | 9.0%(+2.2)          |
| 140  | 2012년 7월 24일  | 6.8%(-2.2)          |
| 141  | 2012년 8월 14일  | 8.3%(+1.5)          |
| 142  | 2012년 8월 21일  | 8.2%(-0.1)          |
| 143  | 2012년 8월 28일  | 8.0%(-0.2)          |
| 144  | 2012년 9월 4일   | 6.1%(-1.9)          |
| 145  | 2012년 9월 11일  | 8.4%(+2.3)          |
| 146  | 2012년 9월 18일  | 5.9%(-2.5)          |
| 147  | 2012년 9월 25일  | 5.7%(-0.2)          |
| 148  | 2012년 10월 2일  | 5.9%(+0.2)          |
| 149  | 2012년 10월 9일  | 8.8%(+2.9)          |
| 150  | 2012년 10월 16일 | 7.1%(-1.7)          |
| 151  | 2012년 10월 23일 | 6.9%(-0.2)          |
| 152  | 2012년 10월 30일 | 7.1%(+0.2)          |
| 153  | 2012년 11월 6일  | 8.8%(+1.7)          |
| 154  | 2012년 11월 13일 | 6.8%(-2.0)          |
| 155  | 2012년 11월 20일 | 7.0%(+0.2)          |
| 156  | 2012년 11월 27일 | 7.2%(+0.2)          |
| 157  | 2012년 12월 4일  | 6.9%(-0.3)          |
| 158  | 2012년 12월 11일 | 9.1%(+2.2)          |
| 159  | 2012년 12월 18일 | 8.1%(-1.0)          |
| 160  | 2012년 12월 25일 | 6.5%(-1.6)          |

- TNmS와 AGB닐슨 미디어 리서치에서 공개한 표를 바탕으로 작성한 시청률이다. 빨간색 글씨는 최고 시청률, 파란색 글씨는 최저 시청률을 나타낸다.

### 2013년
| 회차 | 방송 일자       | 전국 시청률(증감치) |
| ---- | --------------- | ------------------- |
| 161  | 2013년 1월 8일  | 8.2%(+0.4)          |
| 162  | 2013년 1월 15일 | 7.2%(-1.0)          |
| 163  | 2013년 1월 22일 | 8.4%(+1.2)          |
| 164  | 2013년 1월 29일 | 9.1%(+0.7)          |
| 165  | 2013년 2월 5일  | 8.8%(-0.3)          |
| 166  | 2013년 2월 12일 | 8.9%(+0.1)          |

| 회차 | 방송 일자       | 전국 시청률(증감치) |
| ---- | --------------- | ------------------- |
| 161  | 2013년 1월 8일  | 8.8%(+2.3)          |
| 162  | 2013년 1월 15일 | 6.7%(-2.1)          |
| 163  | 2013년 1월 22일 | 9.1%(+2.4)          |
| 164  | 2013년 1월 29일 | 8.8%(-0.3)          |
| 165  | 2013년 2월 5일  | 10.3%(+1.5)         |
| 166  | 2013년 2월 12일 | 10.3%(0)            |

- TNmS와 AGB닐슨 미디어 리서치에서 공개한 표를 바탕으로 작성한 시청률이다. 빨간색 글씨는 최고 시청률, 파란색 글씨는 최저 시청률을 나타낸다.

## 강심장 송
- 가수 싸이와 김장훈이 함께 만든 곡으로, 2009년 첫회부터 지금까지 프로그램 오프닝과 그 회 강심장이 선정될 때마다 나오는 노래다.
- 2010년 7월 13일, 슈퍼주니어 동해가 자신이 직접 제작한 강심장 송을 전격 공개했다.

## 휴방 및 결방 사유
- 2009년 12월 29일에는 《2009 SBS 가요대전》방송으로 인해 결방이 되었다.
- 2010년 2월 23일에는 《특집다큐 12년의 기다림 연아의 올림픽》의 방송으로 인해 결방이 되었다.
- 2010년 3월 30일과 4월 27일에는 《서해 해군 초계함 침몰사건》에 관한 내용에 방송으로 인해 결방이 되었다.
- 2010년 6월 15일, 6월 22일, 6월 29일에는 《2010 남아공 월드컵》 중계 방송으로 인해 결방이 되었다.
- 2010년 11월 23일에는 《SBS 나이트라인(北 연평도 포격)》으로 인해 결방이 되었다.
- 2012년 7월 31일, 8월 7일에는 《2012 런던 올림픽》 중계 방송으로 인해 결방이 되었다.
- 2013년 1월 1일에는 SBS 파일럿 프로그램 《땡큐》 편성으로 결방이 되었다.

## 논란/해프닝
- 2010년 1월 5일 방송에서 김영철이 브라이언에게 손가락 욕설을 한 장면이 편집되지 않아 방송된 것이 논란이 되었고, 제작진과 김영철은 언론을 통해 사과하였다.[6]
- MC와 출연자들이 저속한 표현과 고성을 동반한 반말 등을 사용했다는 이유 탓인지 방송통신심의위원회로부터 '주의' 조치를 받았다[7].
- 2011년 1월 4일 방영분에서는 티아라 소연이 슈프림팀 E-Sens와 티아라 소연의 열애설을 해명하는 분량이 방송되지 못하고 통편집되었다.
- 2011년 9월 9일 강심장 MC 강호동이 과소납부 및 탈세논란을 빚은 것으로 인해 잠정 은퇴를 함에 따라 2011년 9월 27일 방송분을 마지막으로 하차하게 되면서 강심장은 이승기 단독체제로 진행되었다.
- 2012년 1월 10일 방영분에서 게스트로 나온 정선희가 2006년 개그우먼 김효진과 발표한 <사랑의 사냥꾼> 뮤직비디오를 소개하는 도중 "노라조 조빈(본명 조현준)이 나왔다"라고 설명하는 실수를[8] 범했다.
- 2012년 9월 25일 방영분에서 게스트로 나온 쥬얼리 이지현이 건강상의 이유로 팀을 탈퇴하게 됐다고 설명하는 도중 '스트레스'를 '스크레스'로 잘못 표기한 바 있다[9].

## 수상
- 2009 SBS 연예대상
  - 최우수 프로그램상
  - 네티즌 최고인기상 : 이승기
  - 신인상 버라이어티부문 : 이특, 은혁, 붐
- 2010 광고주대회 시상식 연예오락부문 프로그램상
- 2010 SBS 연예대상
  - 대상 : 강호동
  - 최우수상: 이승기
  - 네티즌 최고인기상 : 이승기
  - 만능 엔터테이너상 : 김효진, 김영철
  - 창사 20주년 예능 10대 스타상 : 강호동
  - 뉴스타상 : 신동
  - 올해의 작가상 : 김윤영
- 2011 SBS 연예대상
  - 최우수상 : 이승기
  - 토크쇼 부문 우수 프로그램상
  - 네티즌 최고 인기상 : 이승기
- 2012 SBS 연예대상
  - SBS 연예대상 베스트 커플상 : 신동엽, 이동욱
  - SBS 연예대상 신인 MC상 : 이동욱

## 동시간대 프로그램
- KBS 《달빛프린스》
- KBS 《김승우의 승승장구》
- KBS 《상상더하기》
- MBC 《PD수첩》
- MBC 《100분 토론》